# 裴邈
裴邈（？—？），字景声，河东郡闻喜县（今山西省运城市闻喜县）人，裴𬱟的从父弟，西晋官员。

## 生平
裴邈有出众的才智，兼备多种才能，堂兄裴頠器重赞赏他，经常和裴邈谈玄理，一谈玄就谈论到第二天早晨。裴頠自认为事物的次序和组成方面得到了很多知识，经常向裴邈道谢，但是也不能超出裴邈。裴邈历任太傅司马越的从事中郎，太傅左司马，又出任假节、监中外营诸军事。裴邈年少时是个文人，治理世务担任将领，虽然不是自己的才能，也获得了罕见的崇高声誉。刘舆才能优异全面，潘滔学问广博精深有名气，裴邈正直有毅力，三人都受到司马越的亲近，在司马越的幕府中显达，当时的人称“刘舆为长才，潘滔为大才，裴邈为清才。”永嘉四年（310年）十月，汉赵河内王刘粲、始安王刘曜以及王弥率领四万军队攻击洛阳，石勒率领二万骑兵在大阳和刘粲汇合，在渑池击败西晋监军裴邈，汉赵军队长驱直入洛川。

## 其他
河东裴氏与琅邪王氏两家在曹魏西晋时期兴盛，当时的人以八裴比拟八王，裴邈比拟王玄。
王衍和裴邈两人志趣爱好不同，裴邈讨厌王衍想要任用自己，可始终没法改变王衍的想法。裴邈于是就故意造访王衍家，肆意攻击痛骂一通，想要迫使王衍回骂，用这种办法分担舆论的指责。王衍始终不动声色，从容的说：“白眼儿终于发作了。”
裴邈擅长书法，被张彦远评定为九品中的下之下。

## 刀剑铭文
裴邈曾撰写《文身剑铭》
和《文身刀铭》。

## 著作
- 《裴邈集》，两卷，撰写《隋书》时已亡佚[17]，《旧唐书》和《新唐书》仍有收录[18][19]